# Tomio Okamura

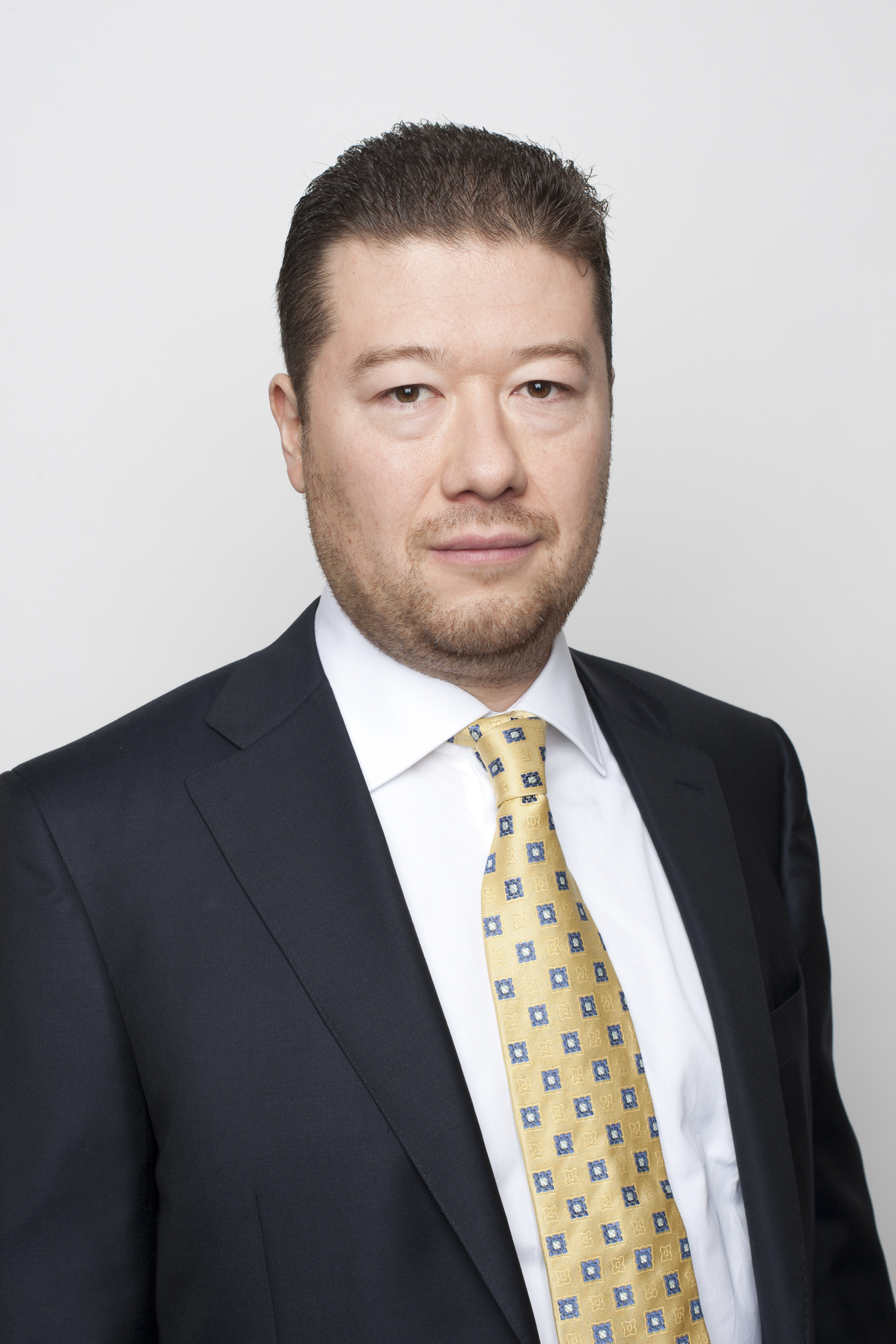
Tomio Okamura

Tomio Okamura (岡村 富夫), född den 4 juli 1972 i Tokyo, är en tjeckisk politiker och partiledare för det tjeckiska partiet Frihet och direktdemokrati.